# نمایش شکل غرش صوتی

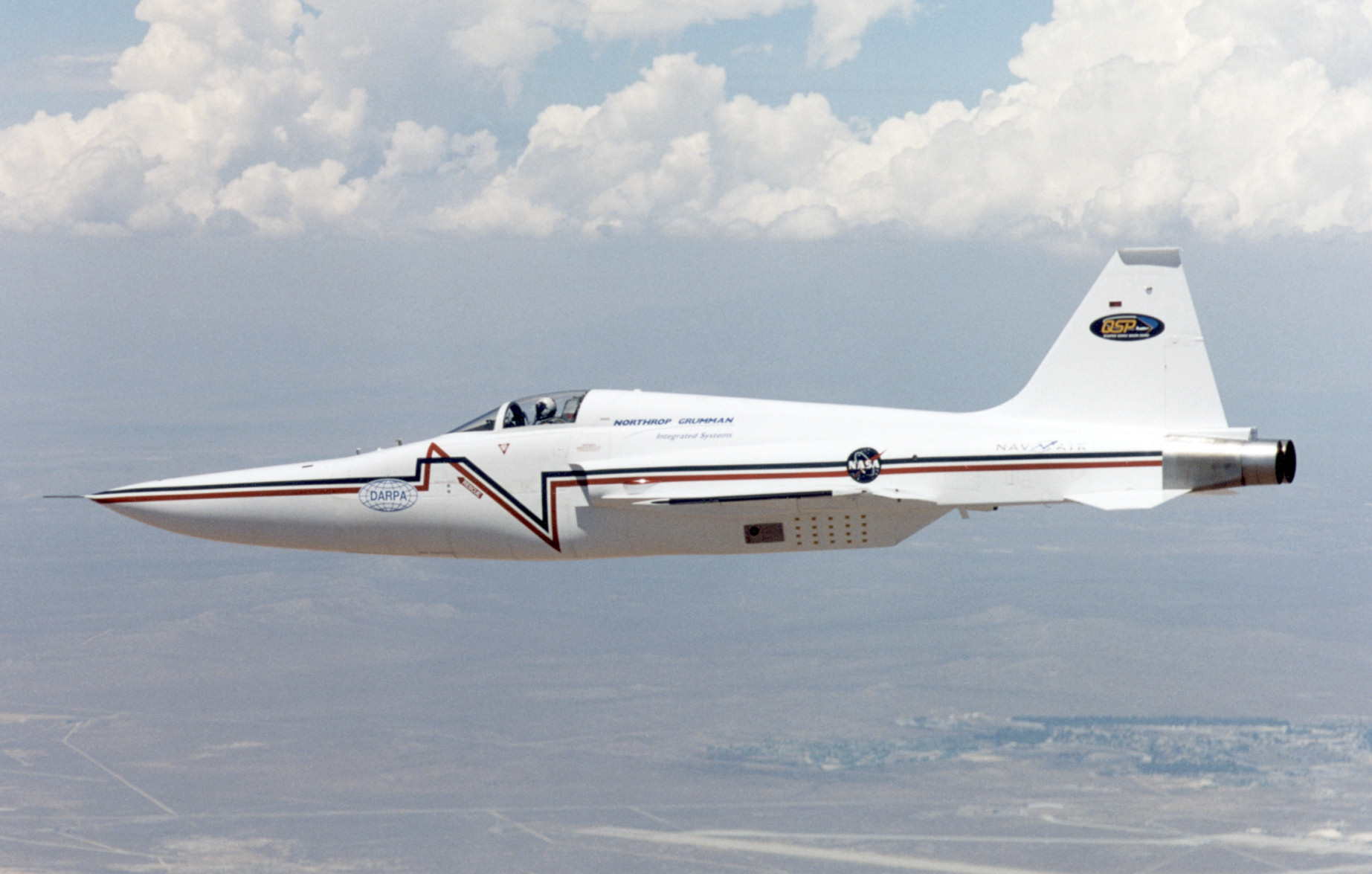
این F-5E توسط ناسا برای یک منطقه ثابت فراتر از درگ بهینه اصلاح شد تا بوم صوتی را کاهش دهد.

نمایش غرش صوتی شکل  (به انگلیسی: Shaped Sonic Boom Demonstration) ناسا، که همچنین به عنوان آزمایش بوم صوتی شکل‌یافته نیز شناخته می‌شود، یک برنامه دو ساله بود که از یک نورث روپ F-5 E با بدنه اصلاح‌شده برای نشان دادن اینکه موج ضربه‌ای هواپیما، و بوم صوتی همراه آن، قابل شکل‌دهی است استفاده کرد. و در نتیجه کاهش می‌یابد. این برنامه یک تلاش مشترک بین مرکز تحقیقات لانگلی ناسا، مرکز تحقیقات پرواز درایدن در پایگاه نیروی هوایی ادواردز، کالیفرنیا و نورث روپ گرومن بود.
این برنامه در آن زمان (2003) به گسترده‌ترین مطالعه در مورد بوم صوتی تبدیل شد. پس از اندازه‌گیری ۱۳۰۰ ضبط، برخی از آنها در داخل موج ضربه ای توسط یک هواپیمای تعقیب و گریز گرفته شده‌اند، SSBD کاهش حدود یک سوم در بوم را نشان داد. تعدادی از این پروازها شامل هواپیمای تحقیقاتی F-15B ناسا در بستر آزمایشی برای اندازه‌گیری نمای نزدیک موج ضربه‌ای F-5E بود. در طول پروازها، بسیاری از الگوهای موج ضربه ای توسط F-15B در فواصل و جهت‌گیری‌های مختلف از F-5E اندازه‌گیری شد.
یک F-5E اصلاح نشده چند ثانیه پشت سر هواپیمای نمایشی پرواز کرد تا یک اندازه‌گیری پایه صدای بوم را برای تأیید رونق کاهش یافته تولید شده توسط نمایشگر ارائه کند.
یک گلایدر مدرسه خلبانی آزمایشی نیروی هوایی ایالات متحده Blanik L-23 که یک میکروفون در نوک بال چپ و یک مبدل فشار در کنار بدنه حمل می‌کرد، در ارتفاع پایین‌تر از ۱۰٬۰۰۰ فوت (۳٬۰۰۰ متر) پرواز کرد. زیر مسیر F-5E که در ۳۲٬۰۰۰ فوت (۹٬۸۰۰ متر) پرواز کرد، برای ضبط بوم‌های صوتی در هوا. علاوه بر این، داده‌های بوم صوتی بر روی زمین توسط مجموعه ای از ۴۲ حسگر و دستگاه ضبط در طول ۲٫۵ مایل (۴٫۰ کیلومتر) جمع‌آوری شد. زیر مسیر پرواز F-5E. حسگرهای دامنه و جهت بوم توسعه یافته توسط Dryden داده‌های امضای بوم صوتی سطح زمین را ثبت کردند.
این نمایش در ابتدا بخشی از برنامه پلتفرم مافوق صوت آرام بود که توسط آژانس پروژه‌های تحقیقاتی پیشرفته دفاعی (دارپا) تأمین مالی شد. متعاقباً، بخش سیستم‌های خودرو دفتر هوانوردی ناسا بودجه این پروژه را تأمین کرد. بخش سیستم‌های یکپارچه شرکت Northrop-Grumman در ال سگوندو، کالیفرنیا، هواپیمای F-5E نیروی دریایی ایالات متحده را به هواپیمای SSBD تغییر داد. این هواپیما در موزه Valiant Air Command Warbird در تیتوس‌ویل، فلوریدا به نمایش گذاشته شده‌است.